# Titanio schivalis
Titanio schivalis là một loài bướm đêm trong họ Crambidae.